# Avalon (Ottawa)
Pour les articles homonymes, voir Avalon (homonymie).
Avalon est un quartier situé à l'extrémité sud-est de la banlieue d'Orléans, dans la ville d'Ottawa, en Ontario.
Ce quartier était inexistant jusqu'à la fin des années 1990. Il s'est développé à la suite de l'urbanisation de la ville d'Ottawa qui commençait à s’étendre à l'extrémité est. Avalon qui s'est rapidement développé dans la région est maintenant bordé au nord par le chemin Innes, à l'est par le chemin Trim, à l'ouest par le chemin Mer Bleue et au sud par la limite urbaine de la ville d'Orléans (Ontario) se déplaçant plus au sud suivant les années. Le quartier continue de s'agrandir avec la construction chaque année de nouvelles maisons et de condos d'habitation. Le développement de la zone fut ralenti cependant lorsque la compagnie de construction immobilière a dû revoir les fondations des maisons déjà construites. 
Une grande zone commerciale avec plusieurs grands magasins et grandes surfaces s'est développée à l'intersection du chemin Innes et Tenth Line, conjointement au boom résidentiel d'Avalon. Ce nouveau quartier a attiré certains clients de la Place d'Orléans. Une petite zone commerciale est en cours d'édification sur le chemin Trim, au sud du chemin Innes.